# Adesmia eremophila
Adesmia eremophila är en ärtväxtart som beskrevs av Rodolfo Amando Philippi. Adesmia eremophila ingår i släktet Adesmia och familjen ärtväxter. Inga underarter finns listade i Catalogue of Life.